# Casas del Castañar
Casas del Castañar és un municipi de la província de Càceres, a la comunitat autònoma d'Extremadura (Espanya).
Molt propera a Cabrero, el seu nom és degut als assecadors que construïren els veïns de la desapareguda Asperilla, en un paratge en els que abunden la figuera, roure, vinya, cirerer i castanyer aquests últims han estat declarats per la Junta d'Extremadura com a Arbres Singulars de la localitat. Molts es segueixen utilitzant per a dissecar productes de l'horta com figues, pebrots i préssecs aprofitant la frescor de l'aire de la serra.
En el centre del poble les cases tradicionals amb façanes d'entramat de fusta i solanes en la part superior formen tortuosos carrerons i fins i tot túnels. En els angles de l'atri de l'església de Sant Joan Baptista, del segle xvi, hi ha singulars figures amb formes d'animals. L'ermita del Cristo del Humilladero també es mereix una visita, així com el museu Legado Doctor Sayans, creat recentment, i que alberga un importat llegat històric-cultural. En el seu terme municipal s'hi troba l'interessant EMAC, el Espacio Morán de Arte Contemporáneo.